# Kirchenruine Dannenfeld

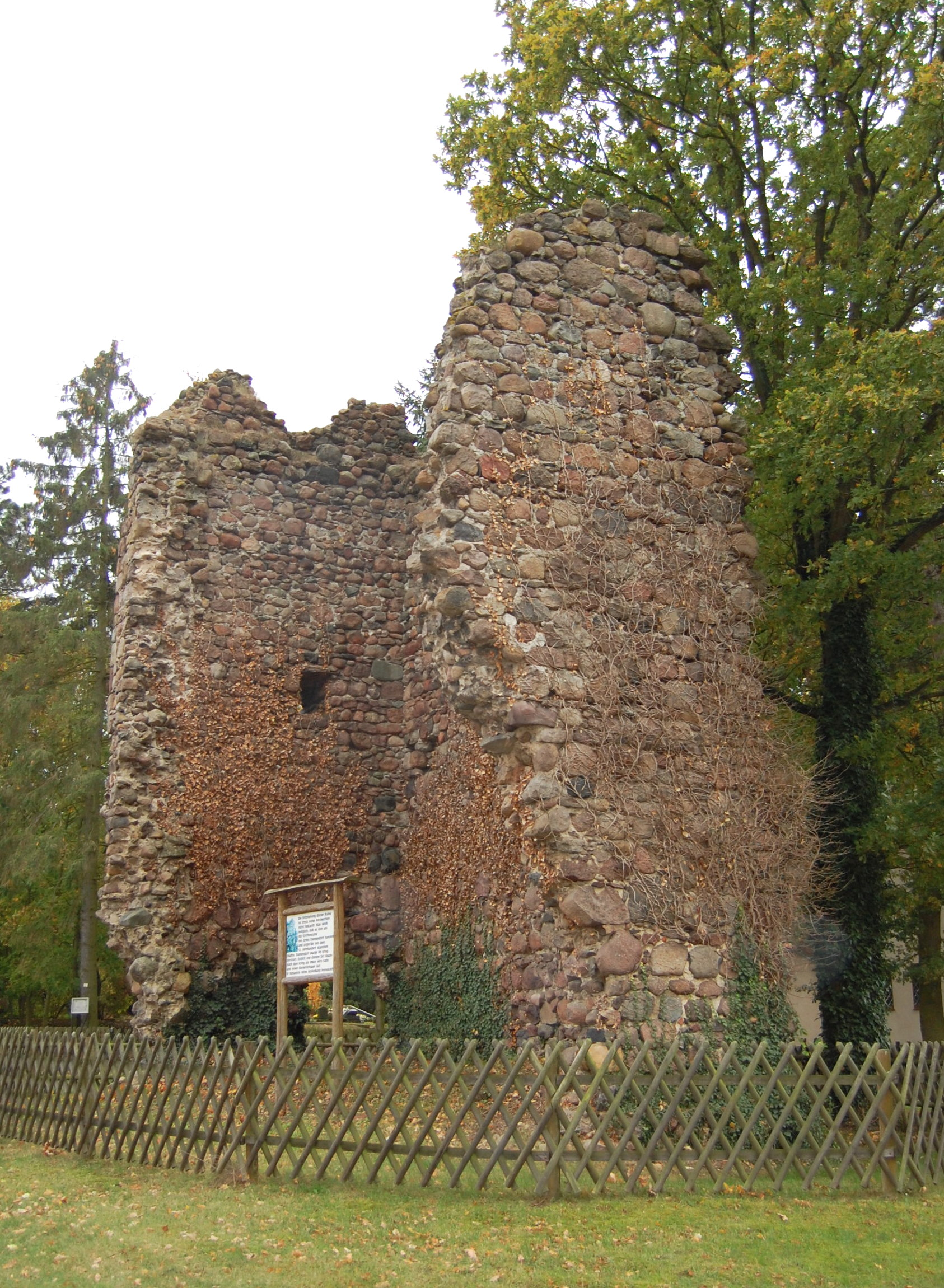
Kirchenruine Dannenfeld

Die Kirchenruine Dannenfeld ist die Ruine einer Kirche im Dorf Immekath in der Altmark in Sachsen-Anhalt.
Die im Stil der Romanik vermutlich im 12. Jahrhundert errichtete Kirche war die Dorfkirche des später zur Wüstung gewordenen Dorfes Dannenfeld. Bereits im Jahr 1343 wurde die Kirche während eines Krieges zwischen dem Herzog Otto von Braunschweig und Kaiser Ludwig dem Bayern zerstört.
Erhalten sind heute noch eindrucksvolle Reste des Kirchturms, der sich ursprünglich westlich des Kirchenschiffs befand. Die Reste der westlichen, südlichen und nördlichen Mauern des Turms stehen am westlichen Ortsausgang von Immekath vor dem Friedhof des Dorfes.